# Dishwalla
Dishwalla es una banda de rock alternativo de Santa Bárbara (California), formada en 1994. Los miembros de la banda son Jim Wood (teclados), Rodney Browning Cravens (primera guitarra), JR Richards (vocales, guitarra y teclados), George Pendergast (batería e instrumentos de percusión) y Scot Alexander (bajo). Pete 'Cash' Maloney tocaba la batería desde 1998, a la salida de Pendergast, hasta su regreso en 2008. El nombre de la banda viene de un término de la India que refiere a las personas que usan señal de satélite ilegalmente para compartir con su vecindario. 

## Cronología Musical

### Los inicios:Pet your friends
La banda se originó en Santa Bárbara, durante el nacimiento del movimiento post-grunge, uno de los estilos de rock alternativo más populares de la segunda mitad de los años 1990, con bandas como Collective Soul, Candlebox, Live y otras, como una continuación más comercial del Grunge iniciado a fines de los 80s en Seattle, con Nirvana y Pearl Jam como abanderados indiscutibles.
En agosto de 1995, vía A&M, Dishwalla lanza su primer -y hasta ahora más famoso- disco, Pet your friends. Aunque los dos primeros singles Give y Haze no lograron captar la atención del gran público, el tercero, lanzado a inicios de 1996, "Counting blue cars" sí logró un éxito considerable, ocupando importantes puestos en los rankings, así como llevándose tres premios, un Billboard a Mejor canción de Rock en 1996, y el ASCAP a Canción de Rock del año en 1996 y 1997. La canción, que trata sobre la visión de Dios a través de un niño de diez años, fue todo un éxito e incluso causó polémica entre bandas de rock cristiano por utilizar un pronombre femenino para referirse a Dios. La banda llegó a vender más de 1 millón de copias del álbum. De este trabajo se desprende el cuarto y último sencillo "Charlie Brown´s parents".
Junto a consagradas bandas como The Cure, Smashing Pumkins y The Deftones, los miembros de dishwalla grabaron un cover de Police of Truth para el álbum For the masses, tributo a Depeche Mode, publicado en 1998.

### And you think you know what life's about
Luego de una exitosa gira por los Estados Unidos, Dishwalla inició su segunda producción discográfica, And you think you know what life's about, estrenado el 11 de agosto de 1998 con la genial balada-rock "Once in a while" (que no tuvo video). No fue capaz de repetir el suceso anterior, en parte por la mala situación de A&M, y por un notorio alejamiento de los sonidos alternativos para acercarse a melodías más pop, que no caló en el gusto del público.
No obstante, JR Richards, vocalista, fue invitado especial en un capítulo de la serie Charmed en 1999, y su banda tocó el tema "Until I wake up"". De este álbum también sale "Stay Awake" canción hecha especialmente para la película Ecos Mortales. Así mismo, compusieron para la película American Pie la canción "Find your way back home".

### Opaline
El año 2002 significó el regreso de Dishwalla al mercado musical, con el que muchos piensan es la mejor producción de toda su carrera, concebido, en palabras del vocalista J.R. Richards, como un trabajo introspectivo. El 23 de abril de ese año se lanza "Opaline", mediante la pequeña disquera Immergent, el trabajo más cuidadoso de la banda. De este álbum se extraen los sencillos "Somewhere in the middle" que llegó a tener video, y "Angels or Devils", la canción más famosa de este álbum, que llegó a rotar en radios locales de Latinoamérica. Este último tema fue utilizado en conocidas series de televisión estadounidenses como The O.C., Smallville y cold Case.

### Greetings... Live at the flow state
Tras una intensa gira por los Estados Unidos, en 2003 la banda editó su cuarto álbum y primero en vivo "Live... greetings at the flow state" que reúne 12 de las mejores canciones de sus tres anteriores trabajos, destacando las versiones en vivo de "Moisture", "Counting Blue Cars" y "So much time", así como la versión acústica, únicamente en piano, de "Angels or devils". También salió por la disquera Immergent.

### 2005 "Dishwalla" y adelante
El 15 de marzo de 2005, la banda lanza el último de sus álbumes hasta la fecha. Este disco consagra más de 11 años de trabajo y giras ininterrumpidas por su país natal, que representa la solidez de la banda y su vigencia. "Dishwalla", contiene 12 temas, incluidos un mix del tema "Collide", que sirvió como primer sencillo. El segundo sencillo es la genial "Coral Sky". Aunque ambos temas recibieron poca atención y rotación en las grandes radios, sí lograron tener éxito en las emisoras de música alternativa y en los charts de Internet. Sin embargo, "Dishwalla" prueba que Dishwalla aun puede llegar más lejos.
A mediados de 2006 la banda decide hacer un receso. La banda se reunió gracias a George Pendergast en 2008, con Justin fox, de la banda californiana Tripdavon como vocalista invitado. Desde entonces se encuentran realizando giras por los Estados Unidos y Canadá.
Terminadas las últimas fechas de gira y promoción de "Dishwalla", JR.Richards, vocalista de la banda, decide cumplir uno de sus deseos más grandes que esperaba desde hace mucho tiempo. Él ya venía componiendo canciones y nuevas letras, y para finales de 2006 empieza una serie de presentaciones como solista. En mayo de 2009 lanzó su primer álbum como solista "A Beautiful End".

## Actualidad
Injustamente considerada como una banda "one-hit wonder", Dishwalla es una de las pocas bandas que ha sobrevivido a la onda del rock alternativo de los años 1990, y se ha podido consolidar como una de las bandas con mayor madurez y vigencia de California que, pese a su poca difusión en los medios masivos, mantiene un gran número de admiradores.
En el 2008 tras la salida oficial de la banda por parte de J.R. Richard el puesto de vocalista fue tomado por Justin Fox, quien permanece hasta la actualidad. El 23 de diciembre de 2016 la banda anunció en varias de sus redes sociales lo que sería su siguiente álbum de estudio "Juniper Road" cuya fecha de lanzamiento aún no ha sido desvelada.

## Discografía
| Año  | Título                                   | Sello Discográfico |
| 1995 | Pet Your Friends                         | A&M                |
| 1998 | And You Think You Know What Life's About | Warner             |
| 2002 | Opaline                                  | Immergent          |
| 2003 | Live... Greetings From The Flow State    | Immergent          |
| 2005 | Dishwalla                                | Orphanage          |